# Amyris thyrsiflora
Amyris thyrsiflora är en vinruteväxtart som beskrevs av Porphir Kiril Nicolai Stepanowitsch Turczaninow. Amyris thyrsiflora ingår i släktet Amyris och familjen vinruteväxter. Inga underarter finns listade i Catalogue of Life.